# Mozilla Corporation
Mozilla Corporation é uma subsidiária da Mozilla Foundation, que possui fins lucrativos e promove o Firefox e o Thunderbird.
Tem como principais objetivos:
- Promover uma forma fácil e segura de divulgar os programas da Mozilla;
- Educar os visitantes sobre as vantagens dos programas da Mozilla;
- Conectar os usuários com os outros produtos e serviços da Mozilla que eles possam estar procurando.

Tem como público-alvo:
- Usuários finais;
- Usuários em busca de atualizações.